# Direcció general d'Ordenació Professional
La Direcció general d'Ordenació Professional és un òrgan de gestió de la Secretaria General de Sanitat i Consum del Ministeri de Sanitat, Consum i Benestar Social que s'encarrega d'efectuar propostes d'ordenació de les professions sanitàries, ordenació i gestió de la formació especialitzada en ciències de la salut i les relacions professionals. Donarà suport tant al ple com als grups de treball de la Comissió de Recursos Humans del Sistema Nacional de Salut, amb la finalitat de facilitar la cooperació entre el Ministeri de Sanitat, Consum i Benestar Social i les comunitats autònomes.
Li correspon exercir, així mateix, l'alta inspecció del Sistema Nacional de Salut que la Llei 16/2003, de 28 de maig, assigna a l'Estat i assumir la coordinació de les relacions dels òrgans del Departament amb les comunitats autònomes, les corporacions locals i altres entitats i organitzacions sanitàries, així com exercir el seguiment dels actes i disposicions de les comunitats autònomes en matèria de sanitat.

## Funcions
Les funcions de la Direcció general es regulen en l'article 9 del Reial decret 1047/2018:
- Elaborar propostes de normativa bàsica sobre ordenació de professions sanitàries; ordenar i gestionar la formació especialitzada en ciències de la salut i el reconeixement d'efectes professionals a títols estrangers que habilitin per a l'exercici de les professions sanitàries en els quals no tingui competència el Ministeri d'Educació, Cultura i Esport.
- Definir les necessitats de formació de professionals sanitaris en matèries relacionades amb les estratègies de salut i amb les teràpies avançades i trasplantaments.
- Coordinar les activitats de formació en el camp de ciències de la salut.
- Gestionar el Registre Estatal de Professionals Sanitaris i el sistema d'informació de professionals sanitaris.
- Gestionar el Registre Nacional d'Especialistes en Formació, regulat en l'article 32 de la Llei 44/2003, de 21 de novembre, d'ordenació de les professions sanitàries.
- Desenvolupar la metodologia i acreditar els centres i unitats docents del Sistema Nacional de Salut.
- Elaborar propostes de normativa bàsica sobre recursos humans del Sistema Nacional de Salut i l'ordenació del sistema d'acreditació de formació continuada dels professionals en el Sistema Nacional de Salut.
- Dissenyar la política de recursos humans en el Sistema Nacional de Salut, incloent els aspectes relatius a la carrera professional, els models retributius i l'homologació dels llocs de treball, així com garantir la cohesió de la política de recursos humans i la mobilitat dels professionals en el Sistema Nacional de Salut, en l'àmbit competencial de l'Estat.
- Exercir les funcions d'alta inspecció. La tramitació d'acords i convenis subscrits en l'àmbit competencial de la Secretaria General de Sanitat i Consum amb altres Administracions i entitats públiques o privades, realitzant el seguiment dels mateixos.
- Gestionar la secretaria tècnica del Consell Interterritorial del Sistema Nacional de Salut.

## Estructura
De la Direcció general depenen els següents òrgans:
- Subdirecció General d'Ordenació Professional.
- Subdirecció General de Recursos Humans, Alta Inspecció i Cohesió del Sistema Nacional de Salut.
  - Secretaria tècnica de la Comissió de Recursos Humans del Sistema Nacional de Salut.

## Directors Generals
| Inici                  | Fi                     | Nom                         |
| ---------------------- | ---------------------- | --------------------------- |
| 17 de juliol de 1992   | 31 d'agost de 1993     | Jesús Gutiérrez Marlote     |
| 9 d'octubre de 1993    | 2 de setembre de 1995  | Ángel Luis Carrasco Prieto  |
| 2 de setembre de 1995  | 29 d'abril de 1996     | Ricard Gutiérrez Martí      |
| 12 de juliol de 2008   | 25 de setembre de 2010 | Alberto Infante Campos      |
| 25 de setembre de 2010 | 4 de gener de 2012     | Francisco Valero Boniña     |
| 14 de gener de 2012    | 20 de desembre de 2014 | José Javier Castrodeza Sanz |
| 20 de desembre de 2014 | 30 de juny de 2018     | Carlos Jesús Moreno Sánchez |
| 30 de juny de 2018     | present                | Rodrigo Gutiérrez Fernández |